# Rough and Ready (Californie)
Pour les articles homonymes, voir Rough and Ready.
Rough and Ready est une census-designated place à l'ouest de Grass Valley dans le comté du Nevada, dans l'État de Californie.

## Histoire
Durant l'automne 1849, une compagnie du Wisconsin, Rough and Ready Company, s'établit ici. Son chef, le capitaine A. A. Townsend, donne ce nom en hommage à Zachary Taylor qu'on surnomme Old Rough and Ready (« Vieux Rustique ») et qui vient d'être élu président des États-Unis. Townsend a servi sous son commandement durant la guerre américano-mexicaine.
Rough and Ready est la seule ville minière à avoir fait "sécession" puis son retour dans l'Union. Peuplé essentiellement de mineurs originaires du Wisconsin, le village refuse de nouvelles taxes sur les concessions minières et l'interdiction de l'alcool dans le comté du Nevada. De même, ils en veulent au service de la poste qui veut changer le nom du village pour "Rough" ou "Ready", mais pas les deux en même temps. Une autre incitation à la sécession se trouve dans la légende d'un escroc local qui a fait payer les concessions beaucoup plus qu'elles ne valaient et est parti avec l'or qui lui a permis de rembourser son investissement. La justice ne le poursuit pas, ne lui trouvant de délit dont elle pourrait l'accuser. Une réunion en avril 1850 a pour but d'écrire les articles d'une sécession et de la fondation de la "République de Rough and Ready". Moins de trois mois plus tard, lors d'une discussion pour savoir s'il fallait fêter le Jour de l'Indépendance, bon nombre d'habitants regrettent la sécession et votent pour son annulation.
L'histoire de la "République" est fêtée chaque année dans les derniers jours du mois de juin.

## Source, notes et références
- (en) Cet article est partiellement ou en totalité issu de l’article de Wikipédia en anglais intitulé « Rough and Ready, California » (voir la liste des auteurs).